# Signet à roulette

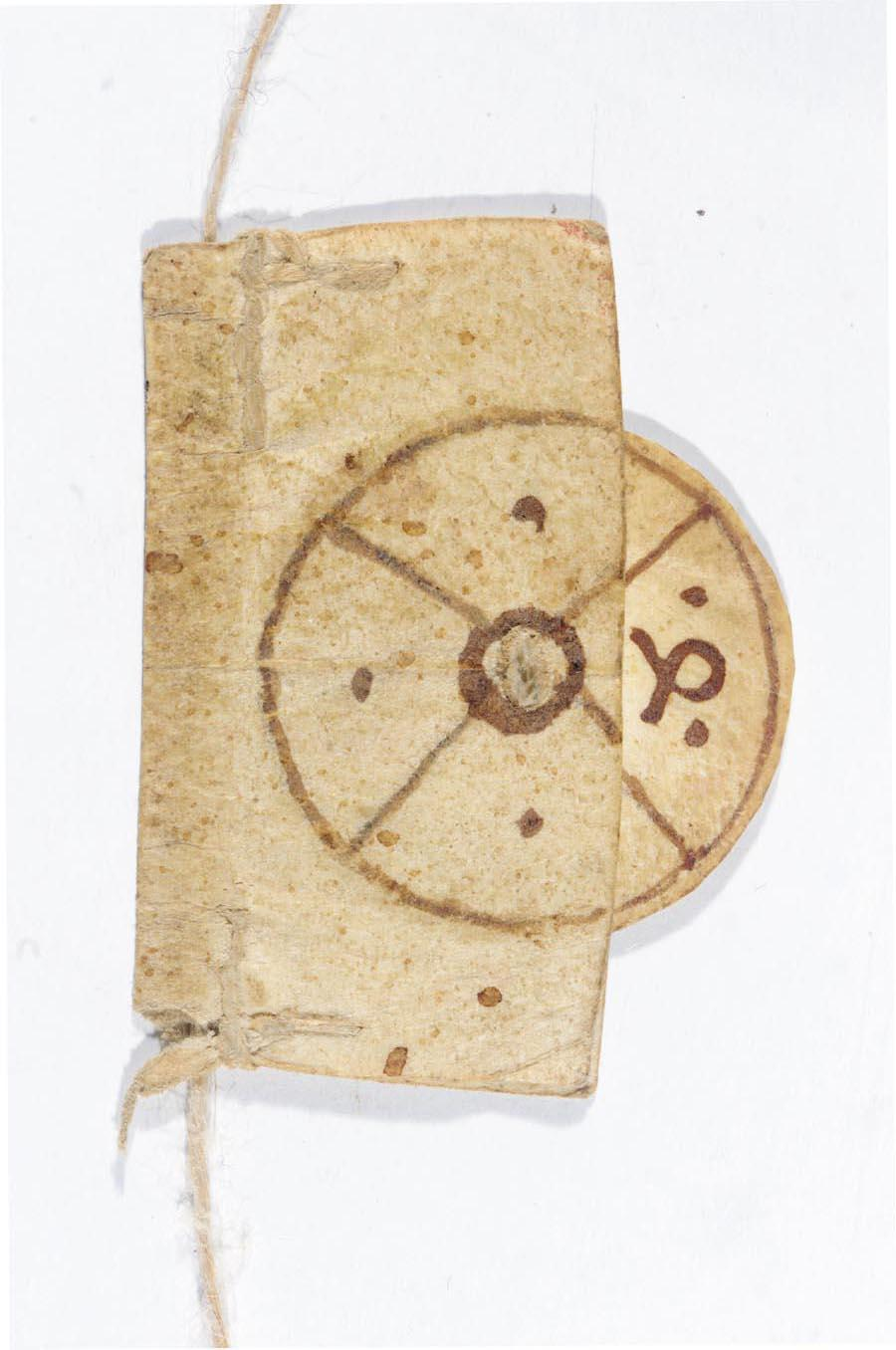
Signet à roulette du XIVe siècle ou du début du XVe siècle en France.

Un signet à roulette, ou signet à curseur, était un type particulier de signet utilisé en Europe au Moyen Âge. Il était attaché à une ficelle ou un ruban lui permettant d’être glissé à la hauteur d’un niveau précis de la page. Un disque rotatif attaché au marqueur pouvait indiquer la colonne.
Une trentaine de signets à roulette de ce type ont été observés dans des bibliothèques d’Europe continentale, et une demi-douzaine en Angleterre. 

## Description
Les signets à roulette (ou à curseur) sont attachés à une ficelle ou un ruban, le long duquel un marqueur peut être glissé de haut en bas pour marquer un niveau précis sur la page. Un disque rotatif en parchemin attaché au marqueur comporte des numéros qui permettent de désigner l’une des colonnes des deux pages entre lesquelles le signet est placé.

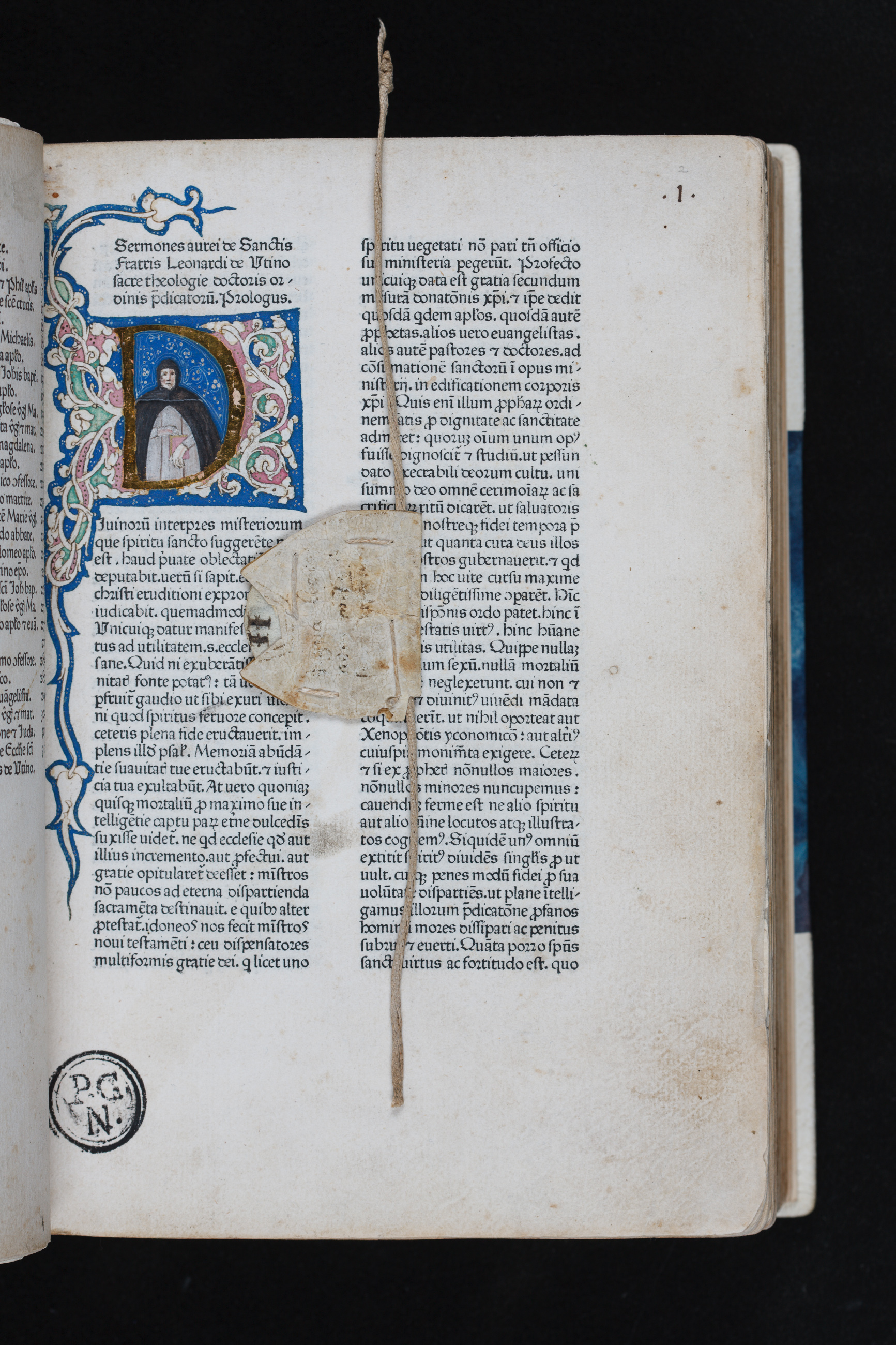
Un signet à roulette du XVe siècle.

L’usage initial de l’objet n’est pas connu. Il a peut-être été conçu directement pour les lecteurs d’ouvrages imprimés, ou alors d’abord par les copistes des manuscrits pour faciliter leur travail avant d’être imité par ces mêmes lecteurs.